# 악상 기호
악상 기호(樂想記號)란 악보에서 5선을 제외한 모든 기호를 포함하는 것으로, 음악의 내용을 전달해주는 절대적 역할을 한다. 작곡가와 연주자 사이의 약속이라고도 볼 수 있다.

## 종류

### 줄임표
'줄임표'란 악곡 내용의 반복을 피하기 위한 기호를 뜻한다.
- 악곡 길이의 줄임표: 도돌이표, 달 세뇨(D.S.), 다 카포(D.C.)
- 음표 길이의 줄임표
- 쉼표의 줄임표

### 꾸밈음
'꾸밈음'이란 악곡에서 가락이나 화음의 연주를 재미있고 멋있게 하기 위하여 작은 음표나 기호를 덧붙여서 주법을 변화시키는 음이다.

꾸밈음에는 짧은앞꾸밈음, 겹앞꾸밈음, 뒤꾸밈음, 돈꾸밈음, 트릴이 있다.

### 셈여림표
악상용어

## 같이 보기
- 가창
- 악기
- 음괴
- 그래픽 노테이션
- 음악 이론